# Jade Dynasty (Computerspiel)
Jade Dynasty, auch bekannt unter dem Namen Zhu Xian (chinesisch: 诛仙 Zhūxiān), ist ein „Free-to-play“ Fantasy-MMORPG, das von Perfect World veröffentlicht wurde. Das Spiel basiert auf einem bekannten Roman aus dem Internet namens Zhu Xian. Am 1. Mai 2018 wurde bekannt gegeben, dass alle Server am 5. Juni 2018 geschlossen werden.

## Spielprinzip
Jade Dynasty spielt im alten China, wo das Geheimnis der Unsterblichkeit und der Kampfkunst von den sechs verschiedenen Menschenklassen verteidigt werden: Jadeon, Himmselssang, Vim, Lupin, Modo und Weihrauchmagier. Ihr Streben nach verbotenem Wissen brachte sie in Konflikt mit den Athanern: Balo, Arden, Rayan, Celan, Forta und Voida. 
Jede Klasse in Jade Dynasty hat unterschiedliche Fähigkeiten, Stärken, Schwächen und unterscheiden sich so in ihrer Spielweise.

### Esper
Eine der Besonderheiten des Spiels sind die sogenannten Esper. Diese erlauben es dem Spieler, automatisch feindliche Gegner anzugreifen. Somit kann die Spielfigur Erfahrungspunkte und Gegenstände erwirtschaften, ohne dass der eigentliche Spieler das Spiel aktiv spielen muss. Darüber hinaus ist es möglich, dass der Esper Tränke benutzen kann, sodass die Spielfigur Lebenspunkte und Magiepunkte regeneriert und Fähigkeiten aktiviert werden können.
Abgesehen von der Funktion die Esper mit sich bringen, verbessern sie die Statuswerte des Spielers. Darüber hinaus besitzt jeder Esper eine eigene Fähigkeit die der Träger benutzen kann. Der Spieler muss jedoch bestimmte Voraussetzungen erfüllen, um einen Esper tragen zu können (Level, Stufe und Klasse).
Das Level des Espers kann durch das Benutzen der Esperfäigkeit erhöht werden. Dadurch verbessern sich die Statuswerte und das Aussehen des Espers ändert sich. Es ist ebenfalls möglich, das ein Esper aufsteigen kann, so erhöhen sich seine Statuswerte erneut und dieser erhält ein spezielles Aussehen.

### Haustiere
Spieler haben die Möglichkeit Haustiere zu zähmen, diese zu trainieren, ihre Qualität zu verbessern und ihr Aussehen zu verändern. Haustiere sind sehr hilfreich im Spiel, da sie Gegner angreifen können und Fähigkeiten besitzen. Sie haben genauso wie die Spieler ein Level. Zudem kann man sich mit seinem Haustieren verbinden und so seine eigenen Statuswerte zu verbessern.
Ein Haustier bekommt Erfahrungspunkte wenn es zusammen mit dem Spieler kämpft oder durch Gegenstände, die dem Haustiere Erfahrungspunkte geben. Diese Gegenstände können durch Quest erspielt, mit anderen Spielern gehandelt oder im Marktplatz erworben werden.
Alle Haustiere besitzen ein Sternzeichen, welche die Fähigkeiten des Haustieres bestimmt. Zudem ist es möglich, Ausrüstung und Trainingsmaterialien für das Haustier herzustellen. Das Aussehen des Haustieres verändert sich ab dem Rang 12 und 18. Dazu werden spezielle Pilze benötigt. Das neue Aussehen ändert aber nichts an den Statuswerten. Die Haustiere können mit dem Spieler reden. Je nach der Stimmung sagt das Haustier etwas anderes.

### Schnelles Reisen
Jade Dynasty bietet verschiedene Möglichkeiten der schnellen Fortbewegung. So ist es möglich mit Reittieren, Himmelsschwertern, Flügeln, Fliegenden Tieren, Teleporter-NSC, Portalrollen oder mit Portalamulette zu reisen.
Die Teleporter-NSC erlauben es dem Spieler sich zwischen den verschiedenen Städten hin und her zu teleportieren. Im Gegenzug, muss der Spieler eine geringe Gebühr bezahlen und kann nur in Städte reisen, dessen Levelgrenze er erfüllt.
Der Spieler kann mit Himmelsschwertern, Flügeln oder Fliegenden Tieren durch die Luft fliegen, dies benötigt jedoch Energie, die der Esper liefert. Permanente Himmelsschwerter können auf dem Marktplatz oder von einem NPC in Sonnenstrom erworben werden. Temporäre Himmelsschwerter können durch eine wöchentliche Quest erspielt werden. Flügel, Himmelsschwerter oder Fliegende Tiere können im Marktplatz gekauft oder als Belohnung aus Schlachten erwirtschaftet werden. Verschiedenen Qualitäten bestimmen die maximale Geschwindigkeit die erreicht werden kann. Die Geschwindigkeit steigt Stufenweise durch Nutzung.
Reittiere erlauben es dem Spieler sich auf der Karte schneller als zu Fuß fortzubewegen.
Permanente Reittiere können im Marktplatz erworben werden. Temporäre Reittiere können durch eine tägliche Quest erspielt werden.
Portalamulette und Portalrollen können den Spieler an den gewünschten Ort bzw. in die Stadt der jeweiligen Karte, auf der sich der Spieler befindet, teleportieren. Portal Amulette können im Marktplatz erworben werden, während die Portal Rollen als tägliche Login Belohnung kostenlos eingesammelt, oder in Truhen gefunden werden können.

### Klassen
Wie in den meisten Fantasy-MMORPGs gibt es verschiedene Klassen, die in verschiedenen Fraktionen unterteilt sind. Es gibt drei Fraktionen in Jade Dynasty: Die Menschen, die Athaner und die Etherkins. Die Menschen und die Athener bilden jeweils sechs verschiedene Klassen. Die Etherkins derzeit nur fünf. Anders als bei den Athanern und den Etherkins, beginnt der Mensch als neutrale Klasse (ohne spezifische Ausrüstung und Fähigkeiten). Ab Level 15 kann dieser sich für eine Klasse entscheiden.
| Klasse          | Fraktion | Waffe          | Kurze Zusammenfassung | spielbar seit          |
| --------------- | -------- | -------------- | --- | ---------------------- |
| Jadeon          | Mensch   | Schwert        | Die Jadeon Anhänger sind Meister der Distanz-Attacken. Allerdings verfügen sie über eine schwache Abwehr und können im Nahkampf leicht überwältigt werden. Sie stehen für Ehre. | Jade Dynasty           |
| Himmelssang     | Mensch   | Stab           | Die Himmelssang sind die Supporter Klasse im Spiel. Sie können Spieler heilen und wiederbeleben. Zudem haben sie ein breites Spektrum an Fähigkeiten die Spieler verstärken oder schwächen können. Sie stehen für Frieden.                                                                                                   | Jade Dynasty           |
| Vim             | Mensch   | Doppelklinge   | Die Vim-Schüler sind mächtige Kämpfer mit effektiven Nahkampf-Attacken und einer guten Abwehr. Allerdings fehlt es den Vim an Fernkampf- und Gruppen-Angriffen. Sie stehen für Willenskraft. | Jade Dynasty           |
| Lupin           | Mensch   | Gleve          | Die Lupin-Anhänger haben ein breites Spektrum an Angriffsfertigkeiten zur Auswahl- und das mit extrem hohen, kritischen Raten. Sie stehen für Liebe und Verzweiflung. | Jade Dynasty           |
| Modo            | Mensch   | Kralle         | Die Modo sind Meister der einfachen und altertümlichen Magie. Die Mitglieder dieser Fraktion sind in der Lage ihren Feinden Leben zu entziehen. Sie können sich ebenfalls in mächtige Kreaturen verwandeln. Sie stehen für die Dunkle Erleuchtung.                                                                           | Jade Dynasty           |
| Weihrauchmagier | Mensch   | Degen          | Die Weihrauchmagier sind die Hüter des Weihrauchtals und beherrschen die Feuermagie. Ihre Stärke liegt darin, Gegnern Brandschäden zuzufügen und ihre Umgebung in ein Feuerfeld zu verwandeln. Zudem haben sie die Möglichkeit, Drachen zu beschwören. Sie sind die Klasse, die Gerechtigkeit schätzt.                       | Jade Dynasty Legacy    |
| Balo            | Athaner  | Axt            | Die Balo sind die Barbarenklasse im Spiel. Sie verbinden die innere Kraft der mächtigsten menschlichen Krieger mit der Willenskraft geschmolzener Felsen. Sie wurden erschaffen, um den Menschen ein Ende zu bereiten. | Jade Dynasty Ascension |
| Arden           | Athaner  | Bogen          | Arden sind die Nachkommen des Fuchsgeistes und sind sehr agil und scharfsinnig. Sie haben die Möglichkeit, sich in einen Fuchs zu verwandeln, der ihre Bewegungsgeschwindigkeit und Resistenz erhöht. Zudem können die Arden allerlei giftige Flora und starke Tiere befehligen.                                             | Jade Dynasty Ascension |
| Rayan           | Athaner  | Sense          | Die Rayan sind die Assasin-Klasse im Spiel. Sie haben die Fähigkeit, sich unsichtbar zu machen und aus dem Hinterhalt zu meucheln. Zudem können sie ein Spiegelbild von sich selbst beschwören, das dem Spieler im Kampf zur Seite steht.                                                                                    | Jade Dynasty Vengeance |
| Celan           | Athaner  | Zither (Guqin) | Die Celan verkörpern Grazie und Eleganz und schweben über dem Boden. Sie haben die Fähigkeit, Spieler zu heilen und wiederzubeleben. Ihre Stärke liegt aber darin, die Umgebung zu verfluchen, um den Gegnern zu schaden, oder die Umgebung zu verzaubern, um Verbündete zu stärken.                                         | Jade Dynasty Vengeance |
| Forta           | Athaner  | Faust          | Die Forta sind schnelle ästhetische Nahkämpfer. Sie ähneln der Klasse Balo, konzentrieren sich jedoch mehr auf Schaden als auf Verteidigung. | Jade Dynasty Legacy    |
| Voida           | Athaner  | Sternscheibe   | Die Voida sind die dunklen und hellen Magier des Spieles. Ihre Magie ist eine Kombination aus göttlichen und unheiligen Zaubersprüchen. Sie schweben wie die Klasse Celan in der Luft. | Jade Dynasty Judgement |
| Psychea         | Etherkin | Pinsel         | Die Psychea sind die Beschwörer der Etherkin. Sie sind klein und haben ein kindliches Aussehen. Ihre Stärke liegt darin Roboter zu beschwören, die Gegner angreifen. Zudem können sie selber auf einem Roboter kämpfen. | Jade Dynasty Regenesis |
| Kytos           | Etherkin | Lanze          | Die Kytos sind die Kreuzritter der Etherkins. Sie sind vierbeinig und habe eine blaue Haut. Sie sind ausschließlich männlich. Da sie vierbeinig sind, können sie ihre Lanze im Gefecht sogar während des Laufens einsetzen, das macht sie zu sehr mobilen Kämpfern. Sie sind dazu die einzige Klasse die kein Mana benötigt. | Jade Dynasty Regenesis |
| Hydran          | Etherkin | Großschwert    | Die Hydran sind Meister der Waffen. Außer ihrem Großschwert tragen die Hydran viele verschiedene Waffen mit sich. So können sie sowohl im Nahkampf als auch im mittleren Fernkampf kämpfen. Sie werden stärker desto länger ein Kampf andauert.                                                                              | Jade Dynasty Regenesis |
| Seira           | Etherkin | Fächer         | Die Seira sind die Magier Klasse der Etherkins. Aber anders als die anderen Magier der anderen Rassen, sind sie Nahkämpfer. Ähnlich wie die Forta, konzentrieren sie sich auf Schaden. | Jade Dynasty Starfall  |

### Stufen
Jede Klasse besitzt Fähigkeiten die in fünf Stufen aufgeteilt werden. Eine neue Stufe wird ab einem bestimmten Level, durch eine Quest freigeschaltet. Die Menschen können erst ab Level 15 die Stufe eins freischalten während die Athaner und die Etherkins bereits mit Level eins Stufe eins Fähigkeiten nutzen können.
Jede Fraktion hat eine spezifische Quests für die Stufen eins und zwei. Die Quests der weiteren Stufen unterscheiden sich jedoch nicht mehr.
In den Stufen eins bis vier ist es möglich, jeweils neun verschiedene Fähigkeiten zu erlernen. Die Vorstufe der Menschen und Stufe fünf erlaubt es dem Spieler jeweils vier Fähigkeiten zu erlernen. Dieses System macht es möglich, seinen Charakter nach eigenen Wünschen zu bauen bzw. zu „skillen“. So kann z. B. ein Himmelssang als Heiler oder als Kämpfer fungieren.

### Verfeinerung/Veredelung
Die Verfeinerung/Veredlung erhöht die Qualität einer Ausrüstung. Erfolgreiches verfeinern/veredeln erhöht die Statuswerte der Ausrüstung, fehlschlagen zerstört diese. Spieler können Talismane, oder ein sogenanntes Sigil verwenden, um die Chance auf eine Erfolgreiche bzw. garantierte Verfeinerung zu gewährleisten. Darüber hinaus fügt eine erfolgreiche Verfeinerung/Veredlung Attribute hinzu und lässt den Gegenstand in einer bestimmten Farbe scheinen; eine Waffe auf der Stufe +9, scheint in der Farbe Grün und dessen Angriffswert steigt.
Folgende Gegenstände verbessern die Chance auf eine erfolgreiche Verfeinerung/Veredelung:
1. Das Sternen Amulett: Erhöht die Chance auf Erfolg um 15 %.
2. Die Heiterkeitsjade: Schütz die Ausrüstung vor Zerstörung. Stattdessen wird das Verfeinerungslevel um eine Stufe verringert. Das heißt, wenn die Ausrüstung +5 ist und der Verfeinerungsversuch mit der Heiterkeitsjade fehlschlägt, ist es nach dem Prozess auf +4.
3. Sigile: Sigile garantieren zu 100 % eine Verfeinerung.
Das Sternen Amulett, die Heiterkeitsjade und die Sigile können auf dem Marktplatz erworben werden.

### Der Marktplatz
Der Marktplatz bietet Gegenstände für sogenannte Jaden an. Diese kann man für echtes Geld erwerben. Darüber hinaus können Jaden innerhalb des Spieles von anderen Spielern erworben werden.

### Schatztruhe / Einführungstruhe
Die Schatztruhe gehört zu den Basis Gegenständen die jeder Spieler beim Start bekommt. Diese kann man alle fünf Level öffnen.
Die Einführungstruhe bekommen nur Spieler die vor der Charaktererstellung einen Code von einem anderen Spieler, der Level 60+ erreicht hat (Einführer), eingegeben haben. Der Einführer bekommt einen Bonus wenn der Einzuführende Jaden kauft oder Level aufsteigt.
Die Einführungstruhe kann alle fünf Level geöffnet werden bis Level 90. Danach jeweils mit Level 120, 135 und 150.

### Aufsteigen
Nachdem der Spieler Level 135 erreicht hat, ist es ihm möglich aufzusteigen. Somit fängt der Spieler wieder bei Level 15 an, ist jedoch um einiges Stärker als Spieler die nicht aufgestiegen sind. Spieler müssen eine Quest abschließen, um aufzusteigen. Diese erhalten sie, wenn sie das Level 135 erreicht haben und Stufe fünf sind. Das maximale Level vor dem Aufsteigen ist Level 150. Je höher das Level vor dem Aufsteigen ist, desto stärker ist der Spieler nach dem Aufsteigen.
Spieler haben die Möglichkeit nach dem Aufsteigen, ihre Klasse zu wechseln. Die Fraktion kann man dabei jedoch nicht mehr wechseln. Spieler erhalten je nach der Klasse, die sie vorher gewählt haben, spezielle Fähigkeiten als aufgestiegener Spieler.
Spieler können sich einer Affinität anschließen und so neue Fähigkeiten freischalten. Zuletzt kann der Spieler Chroma Punkte sammeln, mit denen er ebenfalls neue Fähigkeiten lernen kann, oder seine Chroma-Stufe erhöht um seine Statuswerte zu verbessern.
Das maximale Level nach dem Aufsteigen ist 160.

### Affinität
Nachdem der Spieler Level 90 (aufgestiegen) erreicht hat, kann er sich einer Affinität anschließen. Dafür muss er eine Quest abschließen. Wenn diese Quest abgeschlossen ist, kann der Spieler sich zwischen drei verschiedenen Affinitäten entscheiden – Dagos, Felkin oder Fuwa.
Nachdem der Spieler sich einer Affinität angeschlossen hat, kann er neue Fähigkeiten lernen, davon sind jeweils fünf Klassenspezifisch. Der Spieler kann immer nur einer Affinität zur gleichen Zeit angehören. Die Affinität kann gewechselt werden, Fähigkeitspunkte bleiben dabei erhalten (in der davor gewählten Affinität).
Darüber hinaus hat der Spieler die Möglichkeit eine neue Karte zu betreten, die sich je nach Affinität unterscheidet.

### Chroma
Wenn der Spieler Level 120 erreicht hat und eine Affinität ausgewählt hat, kann er das Chroma-System freischalten.
Jede Fraktion und Affinität hat 20 verschiedene Chroma-Fähigkeiten. Die meisten Fähigkeiten sind stärkere Versionen der Fähigkeiten die bereits vorher gelernt worden sind – vier verstärkte Fraktionsfähigkeiten und drei verstärke Affinitätsfähigkeiten. Zudem kann der Spieler seine Chroma-Stufe erhöhen. Dadurch werden Statuswerte verbessert. Die maximale Chroma-Stufe beträgt 81.

## Rezensionen
„Nette Community, einsteigerfreundliches Missionsdesign, massig zu tun. Dennoch trotz neuer Etikettierung ein gewöhnliches Online Rollenspiel“